# Trélivan
Trélivan é uma comuna francesa na região administrativa da Bretanha, no departamento Côtes-d'Armor. Estende-se por uma área de 11,11 km². Em 2010 a comuna tinha 2 905 habitantes (densidade: 261,5 hab./km²).